# Literratura
A Literratura (eredeti orosz címe: Лиterraтура) 2014-ben alapított orosz nyelvű online irodalmi folyóirat. Kortárs, gyakran fiatal orosz szerzőknek ad megjelenési lehetőséget, szemléiben, kritikáiban is elsősorban a kortárs orosz irodalommal foglalkozik. Nyomtatott változata nincs.

## Ismertetése
Az online kiadvány 2014. áprilisban indult. Alapítója és első főszerkesztője Andronyik Grigorjevics Romanov (eredeti családneve Nazaretyan) kazahsztáni születésű orosz költő, 1995-től az Orosz Írószövetség tagja. 1996–2014 között nem foglalkozott irodalommal, több informatikai vállalkozása van. 
Jelenlegi főszerkesztője Natalja Poljakova (1983). 2007-ben végezte el a Gorkij Irodalmi Főiskolát,  Moszkvában él. A szerkesztők többsége fiatal. Nem feltétlenül ugyanabban a városban, sőt egyesek nem is  Oroszországban élnek. 
Az online projekt alapállása, hogy független; nem kapcsolódik irodalmi csoportosulásokhoz, nem részesít előnyben semmilyen művészeti stílust, irányzatot. Az egyetlen fontos szempontnak az írások minőségét tekinti. „A Literratura nem képvisel semmilyen csoportot, pártot vagy szervezetet. A kiadvány fizikailag a németországi Nürnberg szerverein él. A lehető legnagyobb mértékben elhatárolódik a társadalmi és politikai élettől.” – nyilatkozta az alapító-főszerkesztő 2015-ben.
A Literratura kortárs orosz szerzők írásait: verseit, elbeszéléseit, rövid esszéit, interjúit, kritikáit közli, és ezeknek megfelelő rovatokból áll. Egy irodalomkritikus szerint hasonlít a hagyományos „vastag” irodalmi folyóiratokhoz, bár azoknál „valamivel élénkebb”. Negatívumként említi, hogy „lapszámonként” jelenik meg, ezért havonta kétszer frissül [azóta már csak egyszer], ami egy online kiadványtól igen kevés.
A kiadvány 2021. áprilisig havonta két számmal jelentkezett, 2021. májustól (a 182. számtól) csak havonta, hó elején jelenik meg, kizárólag online.
A Literratura kreatív írástanfolyamokat is szervez és esetenként könyvkiadásra is vállalkozik. 2021. decemberben és 2022. januárban két részből álló online rendezvényt tartott „Kortárs irodalmi antológia” címmel. Az első rész két napja alatt mintegy hatvan költő lépett fel a rendezvény csatornáján, a második részben kb. negyven szerző: prózaíró és drámaíró vett részt. A főszerkesztő bejelentette, hogy a rendezvényt évente megtartják, és minden szerző csak egyszer vehet részt rajta. Az „antológiát”  digitális archívumként tárolják.